# USS Albacore (AGSS-569)
USS Albacore (AGSS-569) byla americká experimentální ponorka z doby studené války. Charakteristická byla kapkovitým tvarem svého trupu, který ji umožňoval plavbu pod hladinou vysokou rychlostí a lepší manévrovatelnost. Podobný hydrodynamicky vhodněji tvarovaný trup pak byl použit i u dalších amerických ponorek. Ponorka byla v roce 1972 vyřazena ze služby a nyní slouží jako muzeum. Poznatky získané z provozu Albacore byly prvně využity u konvenčních stíhacích ponorek třídy Barbel.

## Stavba

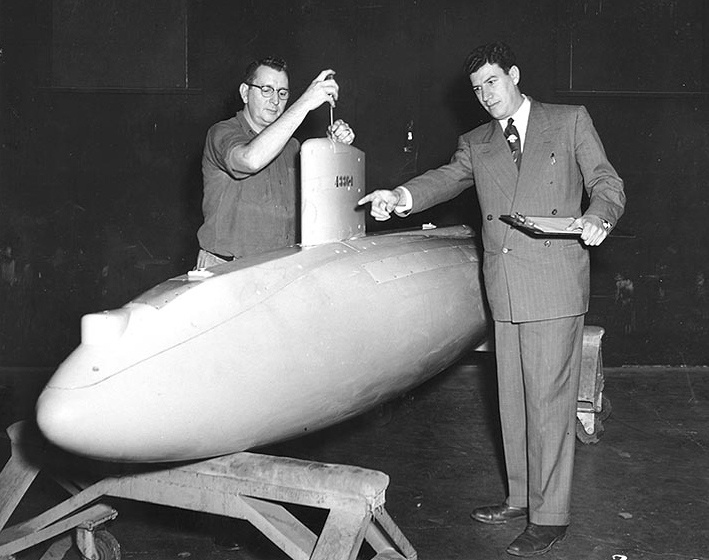
Model ponorky, 1956

Stavba ponorky pro výzkum vysokých rychlostí byla objednána v roce 1950. Kýl člunu byl založen 15. března 1952, trup byl spuštěn na vodu 1. srpna 1953 a ponorka byla dokončena 6. prosince 1953. Během služby přitom byla často upravována.

## Konstrukce

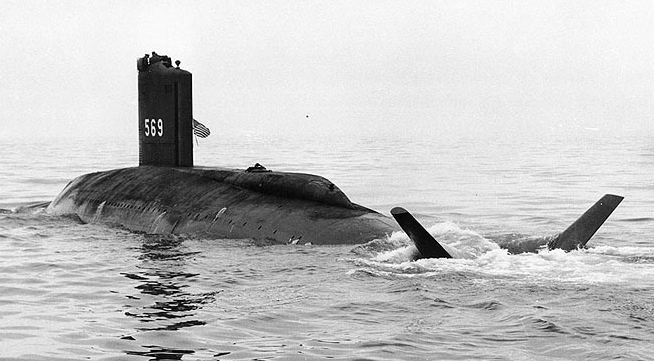
USS Albacore

Konstrukce ponorky byla optimalizována pro plavbu vysokou rychlostí. Trup kapkovitého tvaru byl výhodný při plavbě pod hladinou, zatímco na hladině byla ponorka výrazně pomalejší. Vzhledem ke své experimentální povaze člun nenesl žádnou výzbroj. Pohonný systém tvořily dva diesely General Motors a jeden vysoce výkonný elektromotor, roztáčející jeden lodní šroub. Člun pod hladinou dosahoval rychlosti až 33 uzlů.